# Nippo Jisho
O Vocabvlario da Lingoa de Iapam ou Vocabulário da Língua do Japão (日葡辞書, Nippo Jisho) é um dicionário de japonês-português, o primeiro a traduzir o japonês para uma língua ocidental. Foi compilado por missionários jesuítas portugueses e publicado em Nagasáqui, no Japão em 1603. Explica 32 000 palavras em japonês traduzidas para português. Existe uma versão traduzida para o espanhol de 1630 e outra para o francês de 1869.

## Compilação
A Companhia de Jesus, com a colaboração dos japoneses, compilou este dicionário ao longo de vários anos. Este pretendia servir de ajuda aos missionários para o estudo do idioma. Pensa-se que o sacerdote português João Rodrigues foi o organizador principal do projeto. Com obras publicadas como a Arte da Lingoa de Iapam (日本大文典, Nihon Daibunten), a primeira gramática da língua japonesa, 1604 e Nihongo Kobunten, que explicam o idioma japonês aos missionários, João Rodrigues era conhecido no Japão por João Rodrigues Tçuzu (o intérprete) e na comunidade portuguesa como o que mais destreza possuía em japonês, e crê-se que foi ele quem editou o dicionário.

## Estrutura
As cerca das 32 000 entradas estão ordenadas alfabeticamente. Cada palavra surge no alfabeto latino, seguindo as convenções portuguesas com a explicação em português. Quando necessário, os autores identificam palavras que pertenciam a dialetos regionais, formas faladas ou escritas, a linguagem das mulheres e crianças, palavras formais e correntes e vocabulário budista. Isto proporciona uma fonte valiosa aos atuais linguistas sobre o idioma japonês falado durante o período Sengoku da história japonesa. O dicionário contém informação sobre rimas, pronúncias individuais, significados, usos linguísticos, nomes das plantas e animais, frases populares e costumes da época.

## Exemplos
- O nome do país, 日本, correspondia a nihon (que se pronunciava nifon), nippon e jippon.
- A cidade capital, 京都 (hoje Quioto) era kami enquanto Quiuxu era shimo.
- A palavra 侍 (samurai) referia-se a um nobre, enquanto que 武士 (bushi) se referia a um guerreiro.
- A palavra 進退 (pronunciada shintai no japonês moderno) era shindai, 抜群 (batsugun) era bakkun.
- A palavra rorirori significava "que não havia recuperado do susto".